# Smedje
En smedje er det værksted, hvor en smed udfører sit arbejde. Centralt i værkstedet er en esse til opvarmning af de metaller – oftest jern og stål – der skal forarbejdes, og en ambolt til brug under forarbejdningen.